# Christian Faure (réalisateur)
Pour les articles homonymes, voir Christian Faure et Faure.
Vous pouvez aider à l'améliorer ou bien discuter des problèmes sur sa page de discussion.
- Il ne cite pas suffisamment ses sources. Vous pouvez indiquer les passages à sourcer avec {{référence nécessaire}} ou {{Référence souhaitée}}, et inclure les références utiles en les liant aux notes de bas de page. (Marqué depuis avril 2024)
- Certaines informations devraient être mieux reliées aux sources mentionnées dans la bibliographie ou les liens externes. Améliorez sa vérifiabilité en les associant par des références. (Marqué depuis avril 2024)

- Archive Wikiwix
- Bing
- Cairn
- DuckDuckGo
- E. Universalis
- Gallica
- Google
- G. Books
- G. News
- G. Scholar
- Persée
- Qwant
- (zh) Baidu
- (ru) Yandex
- (wd) trouver des œuvres sur Wikidata

Christian Faure, originaire de Grignols, né en 1954, est un réalisateur français de téléfilms et d'un film.

## Biographie
Il écrit le scénario de Champ d'honneur de Jean-Pierre Denis (1987) avant d'être assistant réalisateur sur Vincent et Théo de Robert Altman (1989). Il réalise ensuite pour la télévision des épisodes de séries et téléfilms divers.
En 2000, il assume la réalisation d'un téléfilm dont il coécrit le scénario, Juste une question d'amour. Rare téléfilm traitant de l'homosexualité à passer en première partie de soirée sur une chaîne publique, il obtient une audience inespérée. 
Il réalise en 2005 Un amour à taire avec Louise Monot et Jérémie Renier, qui raconte la déportation de deux homosexuels français devenus triangles roses lors de la Seconde Guerre mondiale. Ce dernier téléfilm réunit près de 6 millions de téléspectateurs selon Médiamétrie, mais des grandes surfaces comme Auchan ou Carrefour rechignent à le commercialiser. Ce film suscite également une polémique révisionniste.
L'homosexualité est un sujet quasi systématique chez le réalisateur.[réf. nécessaire]
En 2006, il revient sur l'affaire Marie Besnard, et réalise son premier long-métrage de cinéma, Les Hauts Murs.

## Filmographie

### Télévision
- 1989 : Série rose : épisode La conversion
- 1993 : C'est mon histoire: Graine de révolte
- 1994 : Coup de chien
- 1994 : Cœur à prendre
- 1994 : Ferbac : épisode Ferbac et le festin de miséricorde
- 1996 : Loin des yeux
- 1997 : L'Enfant perdu
- 1997 : L'Enfant du bout du monde
- 1998 : Fugue en ré
- 2000 : Suite en ré
- 2000 : Juste une question d'amour
- 2000-2001 : Les Bœuf-carottes : épisodes La Fée du logis et Pour l'amour d'un flic
- 2002 : La mort est rousse
- 2002 : T'as voulu voir la mer…
- 2002 : Sœur Thérèse.com : épisode www.SœurThérèse.com
- 2003 : Sœur Thérèse.com : épisode Changement de régime
- 2004 : Courrier du cœur
- 2005 : Un amour à taire
- 2005 : Le Piège du Père Noël
- 2006 : Marie Besnard, l'empoisonneuse (TF1)
- 2008 : Papillon noir
- 2009 : Fais danser la poussière
- 2009 : La Liste
- 2010 : Mademoiselle Drot
- 2011 : Le Monde à ses pieds (TV)
- 2012 : Paradis amers
- 2014 : Trois femmes en colère
- 2014 : Au nom des fils
- 2014 : La Loi, le combat d'une femme pour toutes les femmes
- 2016 : La Promesse du feu
- 2017 : Le Rêve français
- 2018 : La Promesse de l'eau
- 2020 : Le Diable au cœur
- 2021 : Les Sandales blanches

### Cinéma
- 2008 : Les Hauts Murs